# Saint-Germain-sur-Vienne
Saint-Germain-sur-Vienne ist eine französische Gemeinde mit 358 Einwohnern (Stand: 1. Januar 2022) im Département Indre-et-Loire in der Region Centre-Val de Loire. Sie gehört zum Arrondissement Chinon und zum Kanton Chinon. 

## Geographie
Saint-Germain-sur-Vienne liegt etwa elf Kilometer westnordwestlich von Chinon an der Vienne. Umgeben wird Saint-Germain-sur-Vienne von den Nachbargemeinden Savigny-en-Véron im Norden, Beaumont-en-Véron im Osten und Nordosten, Thizay im Osten und Südosten, Lerné im Süden, Couziers im Süden und Westen sowie Candes-Saint-Martin im Nordwesten. 

## Bevölkerungsentwicklung
| 1962                       | 1968 | 1975 | 1982 | 1990 | 1999 | 2006 | 2018 |
| -------------------------- | ---- | ---- | ---- | ---- | ---- | ---- | ---- |
| 403                        | 343  | 324  | 364  | 356  | 353  | 345  | 369  |
| Quellen: Cassini und INSEE |      |      |      |      |      |      |      |

## Sehenswürdigkeiten
- Kirche Saint-Germain, Monument historique
- Schloss Saint-Germain-sur-Vienne

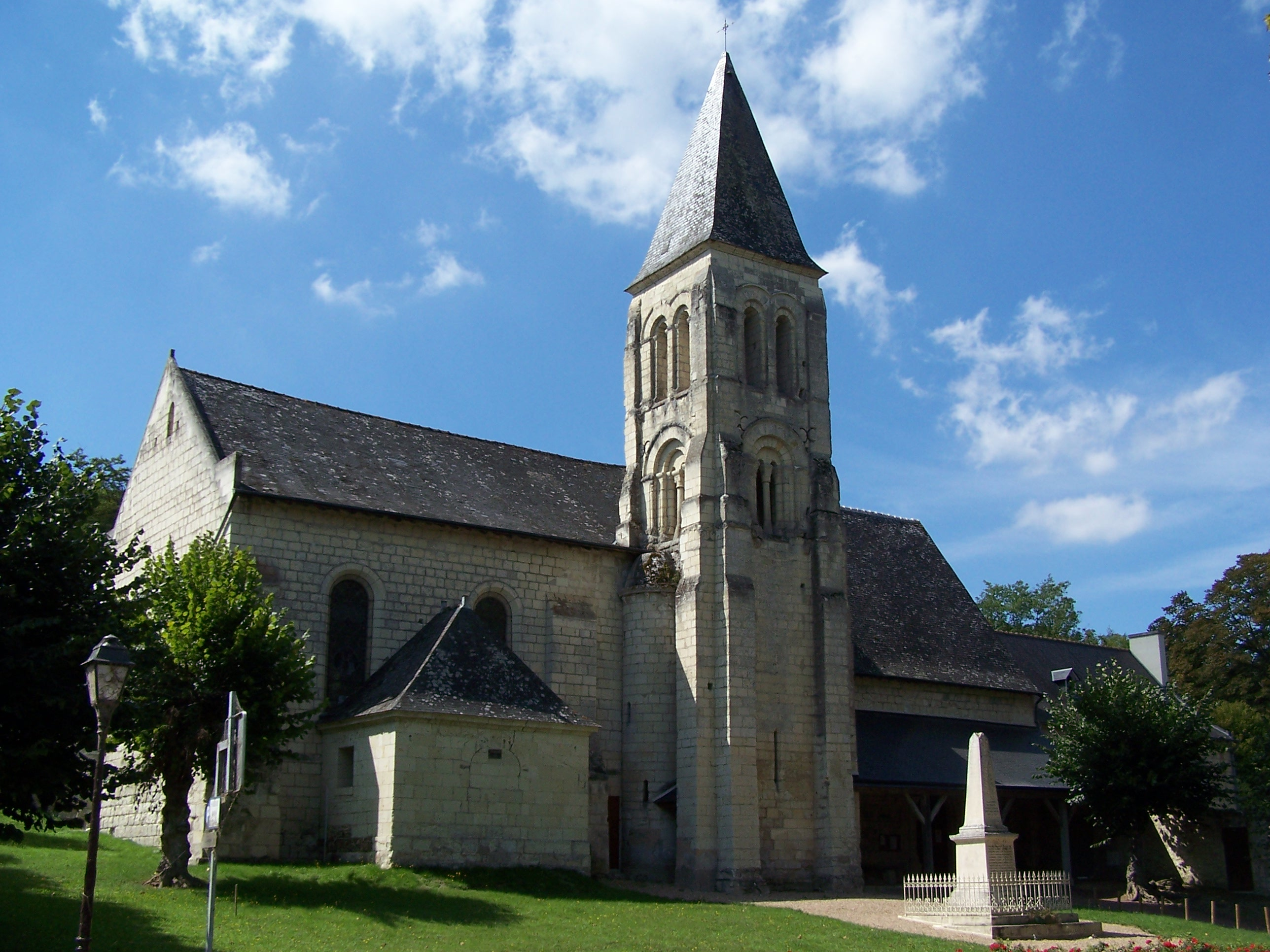
Kirche Saint-Germain
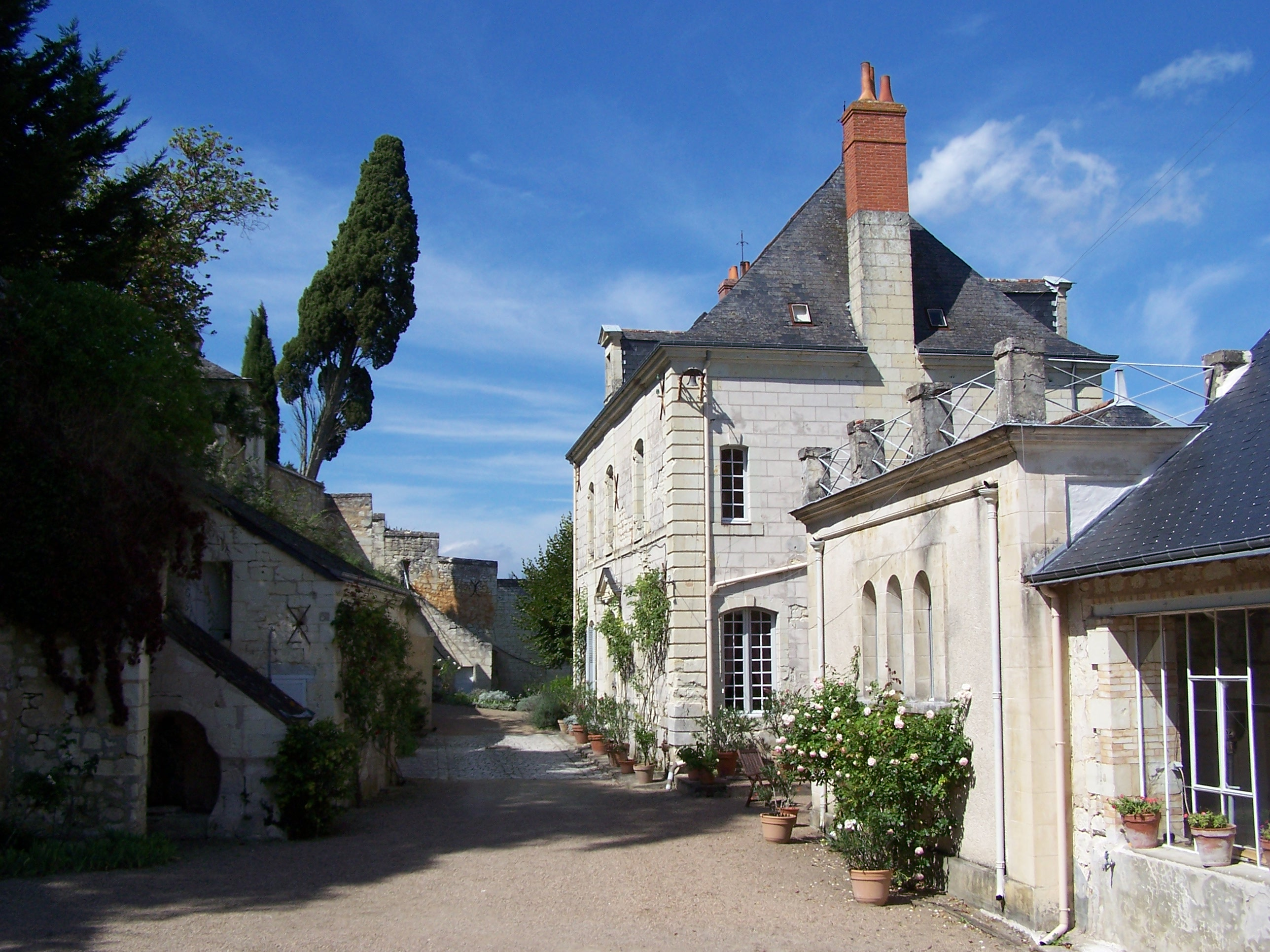
Schloss